# 張樂平
张乐平（1910年11月10日—1992年9月27日），浙江海盐人，中國漫畫家，最為人熟悉的作品是三毛，被誉为“三毛之父”、“三毛爷爷”。

## 生平

### 早期生活
张乐平生于浙江省嘉兴府海盐县海塘乡黄庵头村（现西塘桥街道海塘村张家门幼儿园）。父亲是位乡村教师。母亲擅长刺绣、剪纸，是张乐平最早的美术启蒙者。1923年，在小学老师的指导下，张乐平创作了生平第一张漫画《一豕负五千元》，讽刺當時的军阀曹錕贿选，在当地名噪一时。但因家境贫因，小學沒完成，張便於次年便离家到上海做学徒。1927年秋，他所住的地方被北伐军攻占，在家乡反对军阀迎接北伐军宣传队作画。
1928年（18岁时），在亲戚资助下进入学校，張樂平接受过一段时期正规的美术教育。1929年开始，張樂平向上海各報紙投稿。30年代初期，他经常在《时代漫画》等刊物上发表漫画作品，逐渐成为上海漫畫界較有影響的一員。
1932年「一·二八事變」發生，地方對藝術技能的需求變多了，因為當時中國用漫畫來作為抗日宣傳刊物。而他的漫畫職業基本上是在1934年開始的，並從那時起成為抗日漫畫宣傳隊的一份子。1935年他創造了三毛，最初主要目標是要過孩子們的眼傳遞抗日戰爭為中國帶來的禍害，尤其是孤兒。他想表達他對年輕災民的關心，特別是對街頭孤兒。三毛就成了這些孩子的象徵。

### 抗戰時期
1937年抗战爆发，张乐平加入“抗战漫画宣传队”，任副领队，带队辗转苏、鄂、湘、徽、浙、赣、闽、粤、桂等地，沿途以绘画形式向民众宣传抗日。1940年，张乐平在上饶战区担任漫画宣传队队长，并出任《前线日报》副刊“星期漫画”主编。次年，又在金华参加进步画刊《刀与笔》的筹备与编辑工作。张在东南地区一带坚持漫画宣传工作直到抗战胜利。

### 抗戰后
1945年，张乐平从广东返回上海，开始新的漫画创作生涯。次年《三毛从军记》在上海《申报》发表，引起轰动。接著另一部传世之作《三毛流浪记》在《大公报》连载，激起社会强烈反响。这一时期，张乐平的漫画作品大胆地反映了深刻的社会矛盾。1949年4月，在宋庆龄的支持下，张乐平举办了三毛原作画展，并义卖三毛原作及各种水彩、素描、写生画，來筹款创办“三毛乐园”收容流浪儿童。

1962年張樂平與顏文梁、林風眠、賀天健、張充仁、豐子愷觀摩交流畫作

1949年，5月29日张乐平与刘开渠、杨可扬、（郑）野夫、庞薰琹、朱宣咸、温肇桐、陈烟桥、邵克萍、赵延年等国统区美术先驱代表上海美术界在《大公报》发表迎接解放的“美术工作者宣言”，该“宣言”的发表标志着国统区美术和上海近代美术史从此翻开了崭新的一页。
1950年，张乐平担任上海美术工作者协会副主席，以后长期任中国美术家协会上海分会副主席，并历任中国美术家协会理事、常务理事、顾问，中国文联委员，全国政协委员等。在此期间，张乐平除创作单幅漫画外，系列漫画计有：《二娃子》、《萌萌与菲菲》、《百喻经新释》、《胡大生活漫记》、《父子春秋》、《我们的故事》、《好孩子》、《宝宝唱奇迹》、《小咪画传》、《小萝卜头》等。三毛系列漫画计有：《三毛翻身记》、《三毛日记》、《三毛今昔》、《三毛新事》、《三毛迎解放》等。张乐平在《小朋友》、《儿童时代》等刊物上长期为儿童作画，并经常深入学校及少年宫等儿童活动场所辅导小朋友，曾几次荣获“全国先进儿童工作者”称号。张乐平的艺术生涯是多姿多彩的。除了画漫画，他的年画、插图、速写、素描、水彩画、剪纸、国画都达到了很高的水准。例如，他的年画曾在全国美术作品展览会上获得一等奖。

### 晚年生活
文革期间，张乐平受到迫害，被迫搁笔。文革后期，他从《解放日报》社调到少年儿童出版社工作。1977年6月1日，阔别十年后，三毛以系列漫画《三毛学雷锋》形象复出。以后，张乐平又创作了《三毛爱科学》、《三毛与体育》、《三毛旅游记》、《三毛学法》等系列连环漫画。
1983年，張樂平榮獲“全國先進少年兒童工作者”稱號。同年起，張樂平患嚴重帕金森氏症，創作遇到極大困難，但仍在很多活動中，用顫抖的手堅持作畫。1985年榮獲首屆中國福利會“樟樹獎”，任於上海刊的《漫畫世界》的主編。1986年，創作最後一套連環漫畫《人到老年》。
1989年，以“三毛”為筆名的台灣女作家陳平千里來滬尋‘父’，被傳為文壇佳話。張樂平晚年為海峽兩岸的文化交流傾注了巨大的熱情。1991年更以《我的"女兒"三毛》一文獲中央人民广播电台“海峽兩岸情”征文特等獎。1991年4月4日，在《解放日报》上發表最後一幅漫畫作品“貓哺鼠”。同年冬，張決定將《三毛從軍記》原稿捐獻給上海美术馆。
1992年9月27日下午6時，張樂平在上海華東醫院病逝，享年82歲。

## 身后
1997年，上海市第一中級人民法院召開公眾裁判去處理關於三毛人物以及漫畫在作者去世以後的版權問題，最後由張樂平之妻子馮雛音和七名子女勝訴，江蘇三毛集團公司敗訴。

## 纪念
- 张乐平旧居
- 张乐平纪念馆

## 外部連結
- 三毛官方網站 （页面存档备份，存于） （简体中文）
- 张乐平 （页面存档备份，存于） （简体中文）
- 张乐平旧居 （简体中文）
- 張樂平與經典“三毛” （页面存档备份，存于） （简体中文）
- 永遠的“三毛” （简体中文）
- 三毛之父張樂平三根毛純屬偶然[永久] （简体中文）